# 테레사 테스타롯사
테레사 테스타롯사(Teletha Testarossa, テレサ テスタロッサ)는 가토우 쇼우지의 소설 《풀 메탈 패닉!》에 등장하는 등장 인물이다.

## 프로필
사가라 소스케를 짝사랑하며, 치도리 카나메의 사랑 라이벌이기도 하다. 사가라 소스케가 소속된 부대의 사령관 계급은 미스릴 소속 대령. 대령이라기 보다 군인 체질에 맞지 않게 운동신경이 매우 둔하며, 잠수함 안에서도 자주 부딪히고 넘어지는 경우가 많다. 10대 소녀와 같은 어린 외모에 어떻게 어린 나이에 대령이 될 수 있었는지 의문의 캐릭터. 오빠가 있었지만 지금은 행방불명 중. 후못후에서 휴가 기간 중 사가라 소스케의 학교에 잠깐 견학하러 오기도 했었다.